# Эрл Свэтшот
Тибе́ Неруда Кгоситсиле (англ. Thebe Neruda Kgositsile; род. 24 февраля 1994), более известный под своим сценическим псевдонимом Earl Sweatshirt — американский рэпер, автор песен и музыкальный продюсер. Первоначально выступал под прозвищем Sly Tendencies, но вскоре сменил его на Earl Sweatshirt, когда в 2009 Tyler, The Creator пригласил его вступить в хип-хоп коллектив Odd Future. Он получил признание и похвалы от критиков благодаря своему дебютному микстейпу Earl, выпущенному в марте 2010, когда Эрлу было всего 16 лет. Вскоре после релиза микстейпа, мать отправила его в закрытую школу в Самоа, где Эрл не мог заниматься созданием новых композиций около полутора лет.
После возвращения в Лос-Анджелес в феврале 2012, незадолго до своего 18-го дня рождения, Эрл вернулся в Odd Future и начал выпускать новый материал. Он выпустил свой дебютный студийный альбом, Doris, в августе 2013.
Его второй альбом, I Don’t Like Shit, I Don’t Go Outside, был выпущен в марте 2015, а третий, Some Rap Songs, в ноябре 2018. Оба альбома получили положительные отзывы критиков. На данный момент Эрл подписан на лейбл Columbia Records и его независимый лейбл Tan Cressida. 1 ноября 2019, Эрл выпустил мини-альбом Feet of Clay. В 2022 выпустил свой пятый студийный альбом Sick!

## Биография
Тибе́ Неруда Кгоситсиле родился 24 февраля 1994 года в американском городе Чикаго, штат Иллинойс, в семье Шерил Харрис, профессора права Калифорнийского университета в Лос-Анджелесе, и Кеорапетсе Кгоситсиле, являвшимся влиятельным южноафриканским поэтом и политическим активистом. Родители Тибе расстались, когда ему было восемь лет. Он посещал лабораторную школу Калифорнийского университета в Лос-Анджелесе, а также среднюю школу Нью-Роудс в Санта-Монике.

## Карьера

### 2008-09:Kitchen CutleryandThe Backpackerz
Эрл впервые начал читать рэп в 7-м классе под псевдонимом Sly Tendencies. Он размещал свои треки для микстейпа, Kitchen Cutlery, в MySpace. Он и его два друга (под псевдонимами Loofy и Jw Mijo) сформировали коллектив The Backpackerz. Они планировали выпустить микстейп под названием World Playground, но в конечном счёте группа распалась в 2009.

### 2009-11: МикстейпEarlи перерыв в Самоа
В конце 2009, Tyler, The Creator обнаружил Sly Tendencies, через свой аккаунт в MySpace. Sly, позднее, сменил свой рэп-псевдоним на Earl Sweatshirt и со временем присоединился к рэп-группе Тайлера — Odd Future, став одним из первых участников коллектива. Выбор своего псевдонима он объяснил своей любовью к "именам старых людей" (Та же картина наблюдается с названием его первого студийного альбома "Doris" 2013 года и песни "Huey" 2015 года)
Вместе с объединением Odd Future Эрл фигурировал в таких популярных журналах как: Spin, Billboard и The Fader.
Его дебютный микстейп, Earl, был выпущен им самим 31 марта 2010 как бесплатная цифровая загрузка на сайте Odd Future. Большая часть микстейпа была спродюсирована Тайлером. Релиз был на 24 позиции топа «Лучших альбомов 2010» журнала Complex в 2010. В том году, большая часть ранней шумихи вокруг творческого объединения Odd Future была именно благодаря Эрлу, чей клип на песню “Earl”, в котором Свэтшот и другие участники Odd Future якобы употребляли наркотики и совершали другие провокативные действия, стал очень популярным в интернете. Он принес первую известность Эрлу, а также подкрепил статус известности всему коллективу в целом.
Несмотря на положительную реакцию как критиков, так и поклонников, различные источники указывали на то, что Кгоситсиле прекратил заниматься музыкой с Odd Future. Его местонахождение долгое время являлось предметом дискуссий и расследований различных новостных изданий, однако Complex первыми выясняют реальное местонахождение Эрла — Самоа. Посты в социальных сетях Twitter и Spring.me Тайлера говорили о том, что мать Эрла не давала разрешения на выпуск какой-либо музыки своего сына; позже, в интервью, Эрл сказал, что его мать отправила его в Самоа не из-за его музыки или текстов песен, а для того, чтобы он не имел каких-либо проблем с законом из-за своих друзей. Эрл посещал учебные занятия в оздоровительном комплексе Coral Reef Academy. В начале своего зачисления он имел минимальный уровень свободы, он даже не мог воспользоваться уборной без присмотра, но в конечном счёте он стал примером для подражания новым студентам. В Coral Reef Academy ему вернули привилегии и возможность, наконец, вернуться домой. Во время пребывания он прочёл биографии Ричарда Фариньи и Малкольма Икса, написанные Маннингом Мараблом; Эрл также занимался писанием текстов для будущих треков, включая большую часть своего куплета в треке «Oldie», единственной композиции с его участием студийного альбома Odd Future — The OF Tape Vol. 2. Эрла из Самоа забрала домой Лейла Стейнберг, которая являлась первым менеджером Тупака Шакура, она по сей день является постоянным менеджером Эрла.
В декабре 2011, Эрл был объявлен как кандидат XXL’s 2012 Freshmen List.

### 2012-13: Возвращение с Самоа иDoris
8 февраля 2012, в интернете начали распространяться слухи о том, что Свэтшот вернулся в США. после того, как на YouTube внезапно появилось видео с отрывком песни Home и участием самого исполнителя, где он говорил, что если фанаты хотят песню целиком, то в Twitter’е на него должны подписаться 50 000 поклонников. Позднее Эрл подтвердил в своём новом аккаунте в Twitter, что он вернулся домой в Лос-Анджелес.
Эрл фигурировал на треке «Oldie» из дебютного альбома Odd Future «The OF Tape Vol. 2». Это было возвращение к официальным релизам в Odd Future и его первое появление на лейбле Odd Future Records. 20 марта, был выпущен видеоролик на официальном канале Odd Future на YouTube, в котором принимал участие Эрл, это был видеоклип в стиле cypher на песню «Oldie», в котором принимали участие и другие участники группы. В этот же день, Эрл выступал вместе с группой в Hammerstein Ballroom в Нью-Йорке. 9 апреля 2012, рэпер Casey Veggies выпустил микстейп под названием Customized Greatly 3, в котором присутствует трек с участием Earl Sweatshirt, Tyler the Creator, Domo Genesis, и Hodgy Beats называющийся «PNCINTLOFWGKTA.» На протяжении того месяца Эрл подписался на лейбл Tan Cressida, созданный им самим, дистрибуцией которого занимается Columbia Records. Эрл отклонил несколько других предложений из-за того, что он хотел быть ближе к Odd Future.
2 ноября Эрл выпустил свой первый сольный сингл после возвращения с Самоа под названием "Chum", посвященный уходу его отца из семьи. 12 ноября он объявил в твиттере, что планирует выпустить два альбома, один из которых будет называться Gnossos, который позже был переименован. Также, 4 декабря объявил, что его первый студийный альбом будет называться Doris. В тот же день клип на песню "Chum" был размещен на YouTube. 6 марта 2013 года, выступая с Flying Lotus и Маком Миллером, Эрл представил премьеру трех новых песен с участием Doris: "Burgundy", спродюсированная продюсерским дуэтом The Neptunes, "Hive" с участием Кейси Веджисса и Винса Стейплса и "Guild" с участием Мака Миллера. Эрл также подтвердил, что следующий сингл будет называться "Whoa" с участием Тайлера. Песня была выпущена в iTunes 12 марта 2013 года вместе с выпущенным музыкальным видео, режиссером которого выступил Тайлер.
Doris был выпущен 20 августа, 2013, на собственном лейбле Эрла Tan Cressida и Columbia Records. В гостевых куплетах альбома Doris принимали участие: Domo Genesis, Фрэнк Оушен, Tyler, the Creator, Винс Стейплс, RZA, Casey Veggies и Мак Миллер. В основном музыкальным продюсированием занимался сам Эрл под псевдонимом randomblackdude и дуэт музыкальных продюсеров Christian Rich. Дополнительную долю продюсирования возложили на себя: Matt Martians, The Neptunes, RZA, Samiyam, The Alchemist, BadBadNotGood, Frank Ocean, и Tyler, The Creator. В сентябре 2013, издание Complex включило Эрла на 10 место списка лучших музыкальных продюсеров. Альбом получил положительные отзывы критиков, в том числе максимальную оценку от The Guardian и LA Times, которые отмечают превосходные поэтические способности Эрла, высоко оценили рифмованные схемы и тексты песен, а также суровую андеграундную постановку.. После своего выхода, Doris завоевал любовь критиков, а так же и фанатов, дебютировав на 5-й позиции в Billboard 200 и на 1-й в чарте Top Rap Albums.

### 2014-2015:I Don't Like Shit, I Don't Go OutsideиSolace
После выхода «Doris», Эрл находился в состоянии глубокой депрессии. 8 ноября 2014 он отменил все запланированный концерты по причине истощения, и в тот же день объявил, что работает над новым альбомом. Весной 2015 он выпускает клип на песню «Grief», а через неделю выходит его второй студийный альбом под названием I Don’t Like Shit, I Don’t Go Outside: An Album by Earl Sweatshirt, завоевавший крайне положительные оценки как от критиков, так и от фанатов. Позднее Эрл публикует музыкальный видеоклип на трек Off Top.
Спустя месяц после выхода I Don't Like Shit, I Don't Go Outside, Эрл выпускает первый в своей карьере EP, "Solace", через свой неофициальный YouTube канал, который так же получил положительные отзывы.

## Дискография
Студийные альбомы
- Doris (2013)
- I Don’t Like Shit, I Don’t Go Outside: An Album by Earl Sweatshirt (2015)
- Some Rap Songs (2018)
- Sick! (2022)

Мини-альбомы (EP)
- Solace (2015)
- Feet of Clay (2019)

Микстейпы
- Kitchen Cutlery (2008) (под псевдонимом Sly Tendencies)
- Earl (2010)

Совместные альбомы
- Radical совместно с Odd Future (2010)
- The OF Tape Vol. 2 совместно с Odd Future (2012)
- Voir Dire совместно с Алкемистом (2023)